# Sae-mal (métro d'Uijeongbu)
Sae-mal (en coréen 새말역) est une station de la ligne U du métro d'Uijeongbu. Elle est située à Janggok-ro sur le territoire d'Uijeongbu, importante ville de la banlieue nord-ouest de la capitale Séoul, dans la province Gyeonggi en Corée du Sud.

## Situation sur le réseau

Plan du réseau (2023).

La station aérienne Sae-mal, sur l'unique ligne (ligne U) du métro d'Uijeongbu, de type VAL, est située entre la station Dong-o, en direction du terminus ouest Balgok, et la station Bureau nord du gouvernement provincial du Gyeonggi, en direction du terminus est Plateforme temporaire de dépôt de véhicules.

## Histoire
La station Sae-mal est mise en service le 1er juillet 2012, lors de l'ouverture à l'exploitation de la Ligne U du métro d'Uijeongbu.

## Services aux voyageurs

### Accès et accueil
La station est accessible de part et d'autre de la voie Janggok-ro-ro par un escaliers et un ascenseur qui permettent de rejoindre la plateforme intermédiaire avec toilettes et automates pour l'achat des titres de transport. De cette plateforme, deux escaliers et deux ascenseurs permettent de rejoindre les deux quais de la station équipés de portes palières.

### Desserte
Sae-mal est desservie de 5h à 24h, à une fréquence qui varie en fonction des périodes, par les rames automatiques du métro d'Uijeongbu.

Installations et desserte
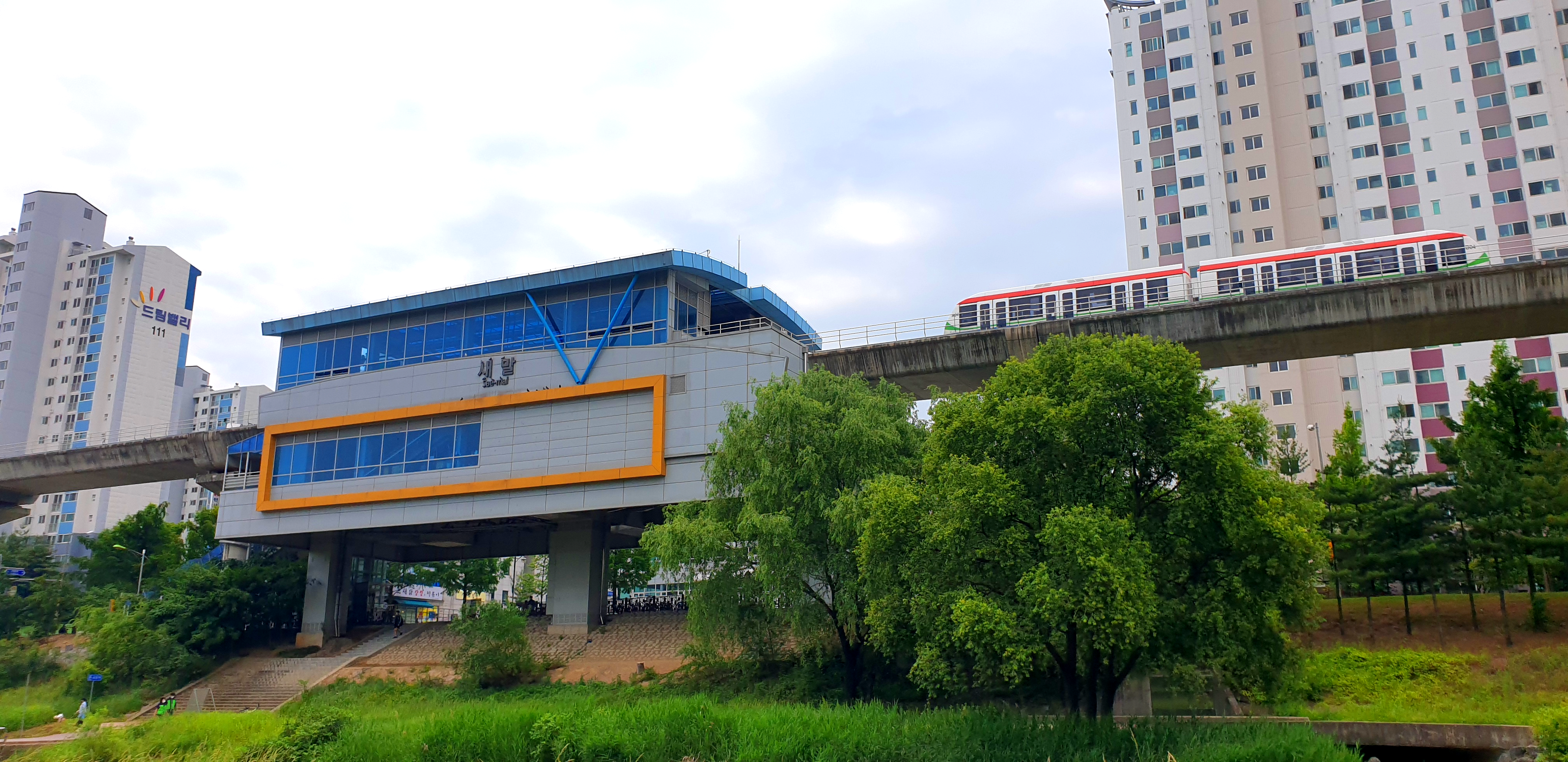
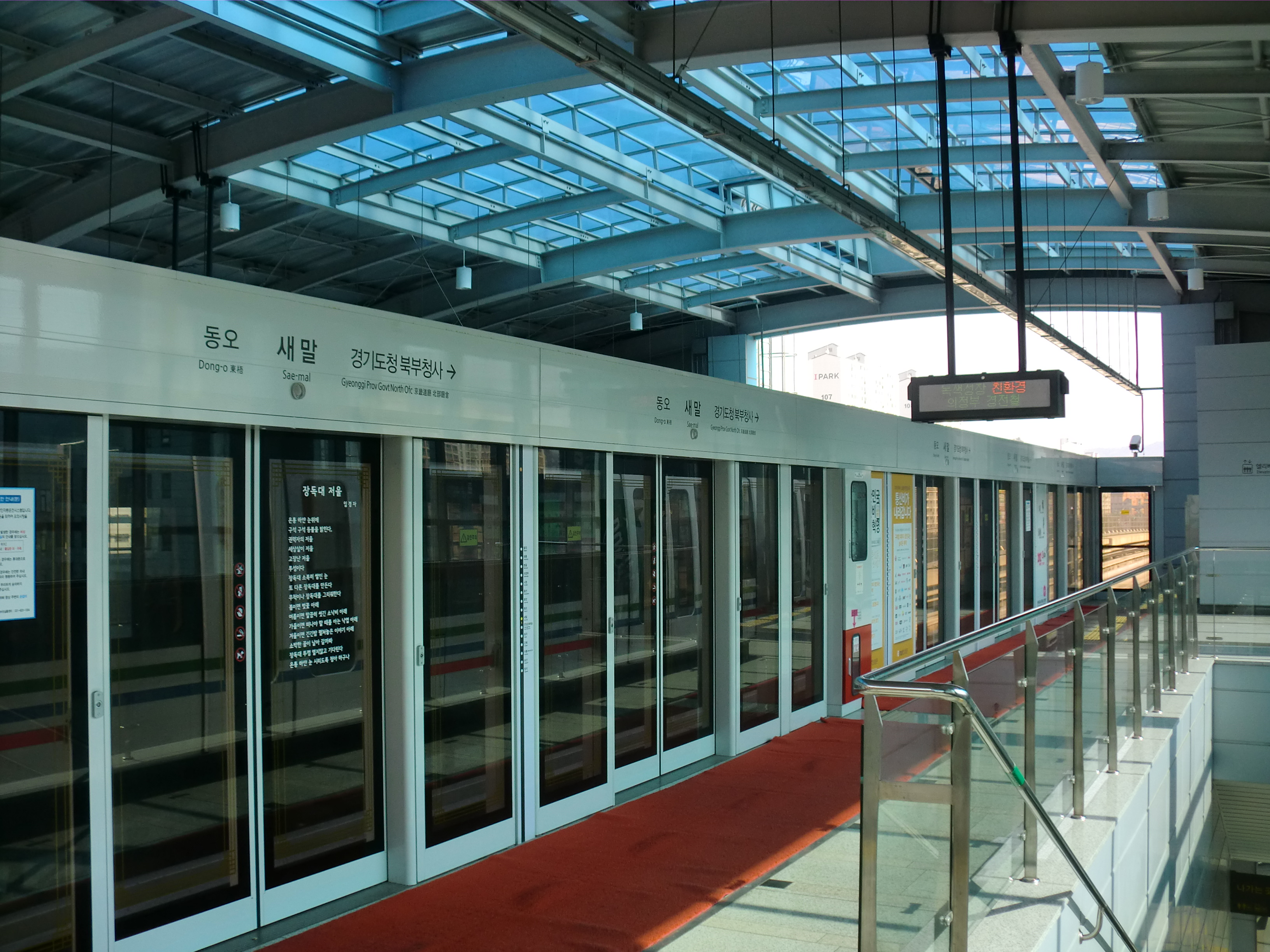
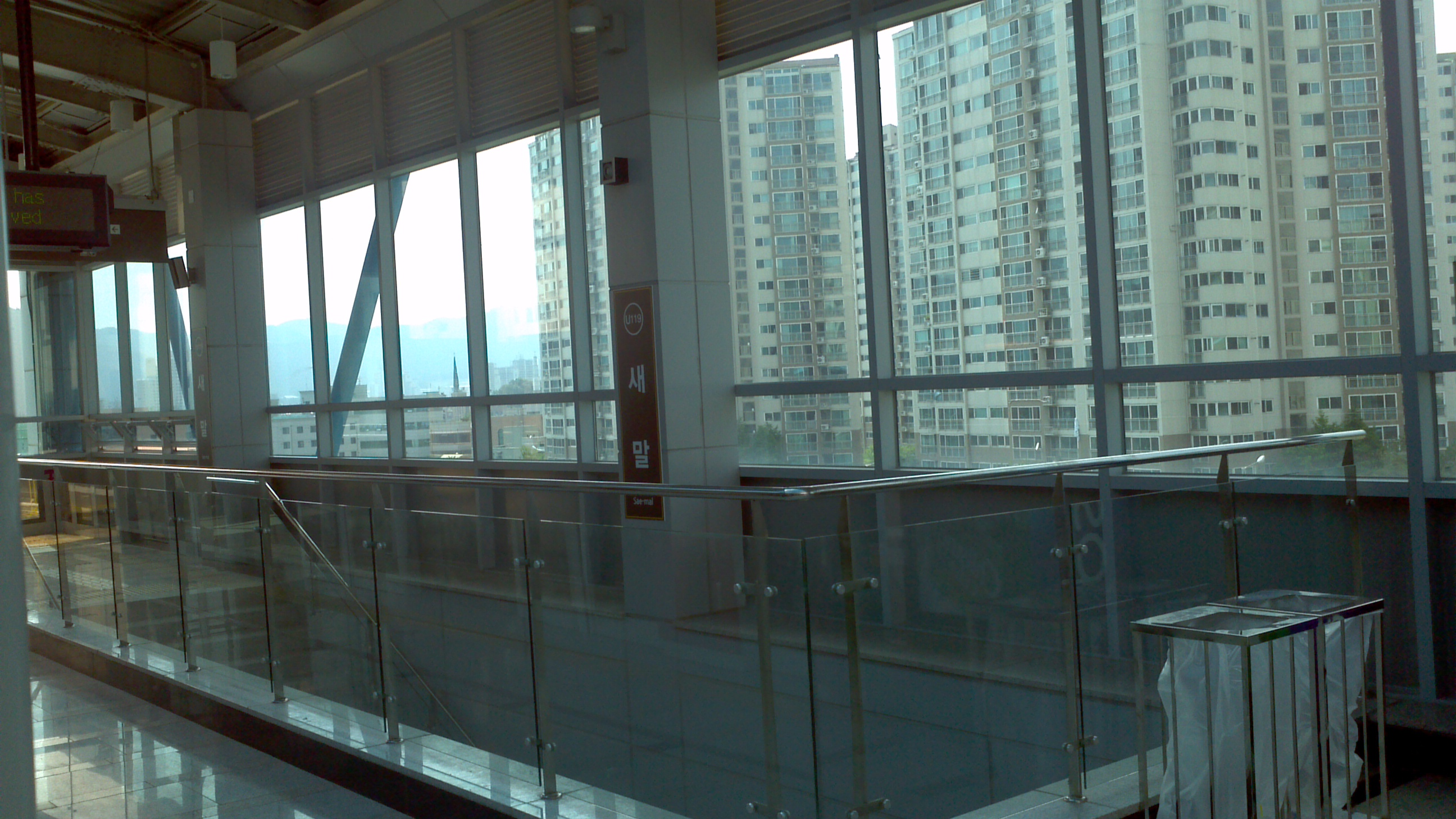

### Intermodalité
Des parcs pour les vélos sont installés sous la station, près de l'escalier. A proximité, sur la Saemal-ro, des arrêts de bus sont desservis par les lignes : 57-1, 72, 72-1, 72-3, 206-1, 31900 et 3100N.